# Сосоновский сельский совет Харьковской области
Сосоновский сельский совет — входит в состав Нововодолажского района Харьковской области Украины.
Административный центр сельского совета находится в селе Сосоновка.

## Населённые пункты совета
- село Сосоновка
- село Бражники
- село Головновка
- село Княжное
- село Моськовка
- село Низовка
- село Стулеповка